# Alkimenes (Sohn des Iason)
Alkimenes (altgriechisch Ἀλκιμένης Alkiménēs) ist eine Figur der griechischen Mythologie. In der von Diodor überlieferten Variante des Mythos ist er einer der drei Söhne des Iason und der Medea.
Nach Diodors Bericht, der auf Dionysios Skytobrachion zurückgeht, wird Alkimenes zusammen mit seinem Zwillingsbruder Thessalos in Korinth geboren, wo ihre Eltern Iason und Medea nach ihrer Verbannung aus Iolkos leben; sein jüngerer Bruder ist Tisandros. Nach zehn Jahren im Exil verlässt Iason Medea, um die Königstochter Glauke zu heiraten. Medea vergiftet daraufhin Glauke, tötet zwei ihrer drei Söhne (Thessalos überlebt), die sie im Tempelbezirk der Hera bestattet, und flieht aus Korinth nach Theben. Iason entschließt sich zum Suizid. Die Korinther befragen das Orakel von Delphi, wie sie mit den Leichen der Kinder verfahren sollen, und die Pythia erteilt ihnen die Weisung, ihrer Grabstätte heroische Ehren zu erweisen.